# Ostatnia Wieczerza (obraz Macieja Świeszewskiego)
Ostatnia Wieczerza – obraz olejny trójmiejskiego malarza Macieja Świeszewskiego, przedstawiający motyw ostatniej wieczerzy. Obraz znajduje się w hali przylotów gdańskiego lotniska.
Obraz powstawał w Gdańsku w latach 1995–2005. Został odsłonięty 11 listopada 2005 w gdańskim kościele św. Jana. Wernisaż, który towarzyszył Gdańskiemu Areopagowi, zgromadził 2,5 tys. osób. Pomysł na obraz powstał w połowie lat 80., kiedy artysta pracował nad konserwacją dzieł Eugène’a Delacroix i Gustave’a Courbeta w Luwrze. Artysta w roli apostołów umieścił znanych gdańszczan, osoby związane z kulturą i sztuką. W tym gronie znaleźli się m.in. Stefan Chwin, Paweł Huelle, Jerzy Kiszkis, Jan Kozłowski, Janusz Limon, Jerzy Limon, Krzysztof Niedałtowski, Jacek Tylicki i Władysław Zawistowski. W 2007 Paweł Huelle wydał powieść Ostatnia Wieczerza, która była inspirowana okolicznościami powstania obrazu Świeszewskiego. Książka była nominowana do Nagrody Literackiej „Nike”. Pomiędzy 2005 a 2016 praca nie miała stałego miejsca ekspozycji. W 2011, w ramach polskiej prezydencji w Radzie Unii Europejskiej, obraz został pokazany w Królewskim Muzeum Sztuk Pięknych w Brukseli.
W 2015 obraz miał być pokazywany w polskim pawilonie w trakcie EXPO 2015 w Mediolanie. W mieście znajduje się Ostatnia Wieczerza Leonarda da Vinci. Niedługo przed otwarciem targów wyjazd obrazu do Włoch został zablokowany przez ówczesnego wicepremiera Janusza Piechocińskiego.
21 marca 2016 (Wielki Poniedziałek) obraz został odsłonięty w hali przylotów gdańskiego lotniska im. Lecha Wałęsy. W 2022 tygodnik "Polityka" uznał obraz za jedno z dziesięciu najważniejszych dzieł sztuki ostatniego trzydziestolecia.